# 1903 a jogalkotásban
1903-ban az alábbi jogszabályokat alkották meg:

## Magyarország

### Törvények
- 1903. évi I. törvénycikk A czukorra vonatkozó törvényhozás tárgyában Bruxellesben 1902. évi márczius hó 5-én kötött nemzetközi egyezmény beczikkelyezéséről
- 1903. évi II. törvénycikk A czukorra vonatkozó törvények némely határozmányainak módositásáról és kiegészitéséről
- 1903. évi III. törvénycikk Az ország némely törvényhatóságaiban mutatkozó keresethiány enyhitése czéljából elrendelendő közúti munkák költségeinek fedezéséről
- 1903. évi IV. törvénycikk A kivándorlásról
- 1903. évi V. törvénycikk Külföldieknek a magyar korona országai területén való lakhatásáról
- 1903. évi VI. törvénycikk Az útlevélügyről
- 1903. évi VII. törvénycikk Három uj csendőrkerület felállitásáról
- 1903. évi VIII. törvénycikk A határrendőrségről
- 1903. évi IX. törvénycikk A Magyarország és Ausztria között Szepes vármegye és Gácsország szélén az ugynevezett Halastó körüli területen, az országos határvonalnak megállapitása iránt az 1897. évi II. t. -czikk értelmében alakitott választott bíróság által hozott ítélet beczikkelyezése tárgyában